# Elimia inclinans
Elimia inclinans är en snäckart som först beskrevs av I. Lea 1862.  Elimia inclinans ingår i släktet Elimia och familjen Pleuroceridae. Inga underarter finns listade i Catalogue of Life.